# Teixidor de Heuglin
El teixidor de Heuglin (Ploceus heuglini) és un ocell de la família dels ploceids (Ploceidae).

## Hàbitat i distribució
Habita sabanes àrides del Senegal, Gàmbia, sud de Mali, nord de Costa d'Ivori, Burkina Faso, sud de Níger, nord de Ghana, Togo, Benín, nord de Nigèria, Camerun, sud de Txad i nord de la República Centreafricana fins al sud-oest del Sudan, extrem nord-est de la República Democràtica del Congo, nord i sud-est d'Uganda i Burundi.